# Wir sind ein Volk
Der deutsche politische Slogan „Wir sind ein Volk“ entstand in der Zeit der politischen Wende in Deutschland 1989/1990. Er beschwor anfänglich die gemeinsame Herkunft von Bürgern und Sicherheitskräften der DDR bei den Montagsdemonstrationen. Die wenig später aufkommende Verwendung als Losung zur Wiedervereinigung ging aus der gerufenen Parole „Wir sind das Volk“ hervor.

## Wir sind ein Volk – Aufruf zur Einheit von Bürgern und Sicherheitskräften
Im Vorfeld der Wende kam es am 9. Oktober 1989 in Leipzig zur bis dahin größten Protestdemonstration der DDR, bei der viele Beteiligte aller Seiten das durch die chinesische Staatsmacht verübte Tian’anmen-Massaker im Hinterkopf hatten, aber letztlich nichts derartiges geschah. Mitglieder von Oppositionsgruppen druckten am Vorabend in der Lukasgemeinde bei Christoph Wonneberger einen Aufruf zur Gewaltfreiheit. Die 25.000 Flugblätter richteten sich an „Einsatzkräfte“ und Demonstrationswillige gleichermaßen mit der beschwörenden Formel:

„Wir  sind ein Volk! Gewalt unter uns hinterläßt ewig blutende Wunden! Für die entstandene ernste Situation müssen vor allem Partei und Regierung verantwortlich gemacht werden. Aber h e u t e ist es an uns, eine weitere Eskalation der Gewalt zu verhindern. Davon hängt unsere Zukunft ab.“

## Spätere Verwendung: Wir sind das Volk – Wir sind ein Volk
„Wir sind das Volk“ war das ursprüngliche Motto bei den Leipziger Montagsdemonstrationen im Jahr 1989. Teilweise wurde es ergänzend zu „Wir sind keine Rowdys“ gerufen. Dies bezog sich auf einen politischen Leitartikel in der Leipziger Tagespresse, dieser Leitartikel bezeichnete die Demonstranten als „Rowdys“. Zehntausende Demonstranten skandierten den Ausruf verstärkt während der Friedlichen Revolution in regelmäßiger Wiederholung. Erstmals gerufen wurde er bei einer Leipziger Großdemonstration am 9. Oktober 1989. Als die Demonstrationen sich nachfolgend auf andere ostdeutsche Städte ausweiteten, wurde diese Losung überall gebräuchlich.
Im Jahre 2002 ließen der Pfarrer Christian Führer von der Nikolaikirche und der Oberbürgermeister von Leipzig, Wolfgang Tiefensee, den markanten Satz (der nicht von ihnen stammte) unter Markenschutz stellen, um einen Missbrauch zu verhindern. Am 6. Februar 2013 hob das Deutsche Patent- und Markenamt die Wortmarke wieder auf. Die Bürgerrechtlerin Angelika Kanitz hatte das beantragt: der Satz solle so frei bleiben, wie er 1989 formuliert worden sei. Die Stadt Leipzig legte keinen Widerspruch ein.
Durch den späteren Austausch eines einzigen Wortes zu „Wir sind ein Volk“ bekam der Demonstrationsruf eine weitreichende politische Tragweite, die nachfolgend weltpolitisch starke Auswirkungen hatte. Der Wechsel der Demonstrationsparole zeigte den Willen der ostdeutschen Bürger zur deutschen Wiedervereinigung an, den westdeutsche Politiker, vor allem Bundeskanzler Helmut Kohl, dazu nutzten, die Einheit Deutschlands mit den Hauptsiegermächten des Zweiten Weltkrieges auszuhandeln.

## Entstehungsgeschichte des Wechsels der Demonstrationsparole
Es ist bis zum heutigen Tag nicht geklärt, wann der Wechsel der Demonstrationsparole erstmals erfolgte, vermutlich aber erst nach der Maueröffnung am 9. November 1989.
Auf dem Flugblatt vom 9. Oktober 1989 ist der Satz „Wir sind ein Volk“ gesperrt geschrieben. Das Schreiben wandte sich aber an Demonstranten und Einsatzkräfte gleichermaßen und forderte diese zum Verzicht auf „Gewalt unter uns“, also gegenüber der jeweils anderen Seite auf. Die Wiedervereinigung Deutschlands war damit nicht gemeint.
Am 11. November 1989 titelte die Bild (Untertitel: Die Wiedervereinigung Deutschlands – Das ist unser Auftrag!):
„Wir sind das Volk“ rufen sie heute – „Wir sind ein Volk“ rufen sie morgen!
Dadurch wurde der Ruf erstmals großflächig verbreitet und mit der Forderung zur staatlichen Vereinigung verbunden. Bei der ersten Montagsdemonstration nach der Maueröffnung in Leipzig am 13. November 1989 wurde Augenzeugenberichten zufolge von kleineren Gruppen der neue Demonstrationsruf skandiert. Da die Berliner Mauer offen war, bleibt ungeklärt, ob dieser Ausruf von West- oder Ostdeutschen ausging.
Nachfolgend ließ die CDU Plakate, Handzettel und Autoaufkleber mit dem neuen Schlachtruf in Hunderttausender-Auflage drucken. Von Mitte Januar 1990 an wurde der Ruf in der DDR flächendeckend plakatiert. Der Spitzenkandidat der CDU in der DDR, Lothar de Maizière, ließ sich zur Volkskammerwahl 1990 auf Wahlplakaten so in Szene setzen, dass der Eindruck entstand, der Satz sei von ihm.

## Deutschland einig Vaterland

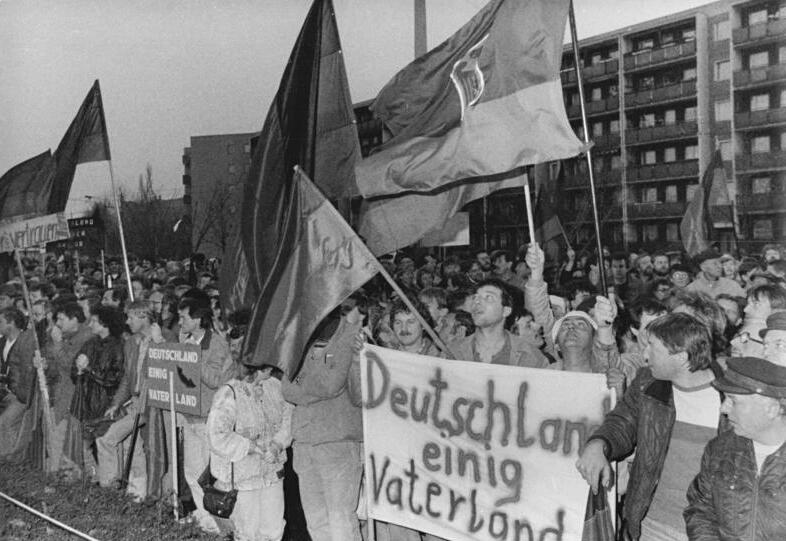
Bundeskanzler Kohl und Demonstranten mit dem Slogan „Deutschland einig Vaterland“

Auf den Demonstrationen, die sich an die Maueröffnung anschlossen, soll Augenzeugenberichten zufolge der Satz „Wir sind ein Volk!“ seltener gerufen worden sein als der Satz „Deutschland einig Vaterland!“. Letztgenanntes Motto ist dem Text der Nationalhymne der DDR entnommen worden, die zu diesem Zeitpunkt wegen ebendieser Textpassage offiziell nicht mehr gesungen wurde und nur noch in rein instrumentaler Wiedergabe erklang.
Nach Recherchen des Deutschlandradios ist der Slogan „Deutschland einig Vaterland“ ebenso wie „Wir sind ein Volk“ von Westdeutschland aus in den Leipziger Montagsdemonstrationen platziert worden. Auf Initiative des 1976 vom Westen aus der DDR freigekauften Systemkritikers Siegmar Faust wurde er noch vor dem Mauerfall einem Leipziger Senioren, der in den Westen reisen durfte, anvertraut. Dafür erhielt der Rentner angeblich 1000 DM. Stattgefunden habe diese Absprache am Rande eines Kongresses der Paneuropa-Union in West-Berlin.

## Ursprüngliche Verwendung der Sentenz
Der Vordenker der Zionismusbewegung, Theodor Herzl, schrieb 1896 in der Einleitung seines Buches Der Judenstaat: „Wir sind ein Volk, ein Volk.“  Dass Herzl damit der eigentliche Urheber des Satzes war, wurde auch im Zusammenhang mit der deutschen Wende verschiedentlich thematisiert; inwieweit jedoch Herzls Originalzitat beim Zustandekommen des Slogans im Herbst 1989 eine Rolle gespielt hat, lässt sich nicht mehr rekonstruieren.